# Eventus Bonus

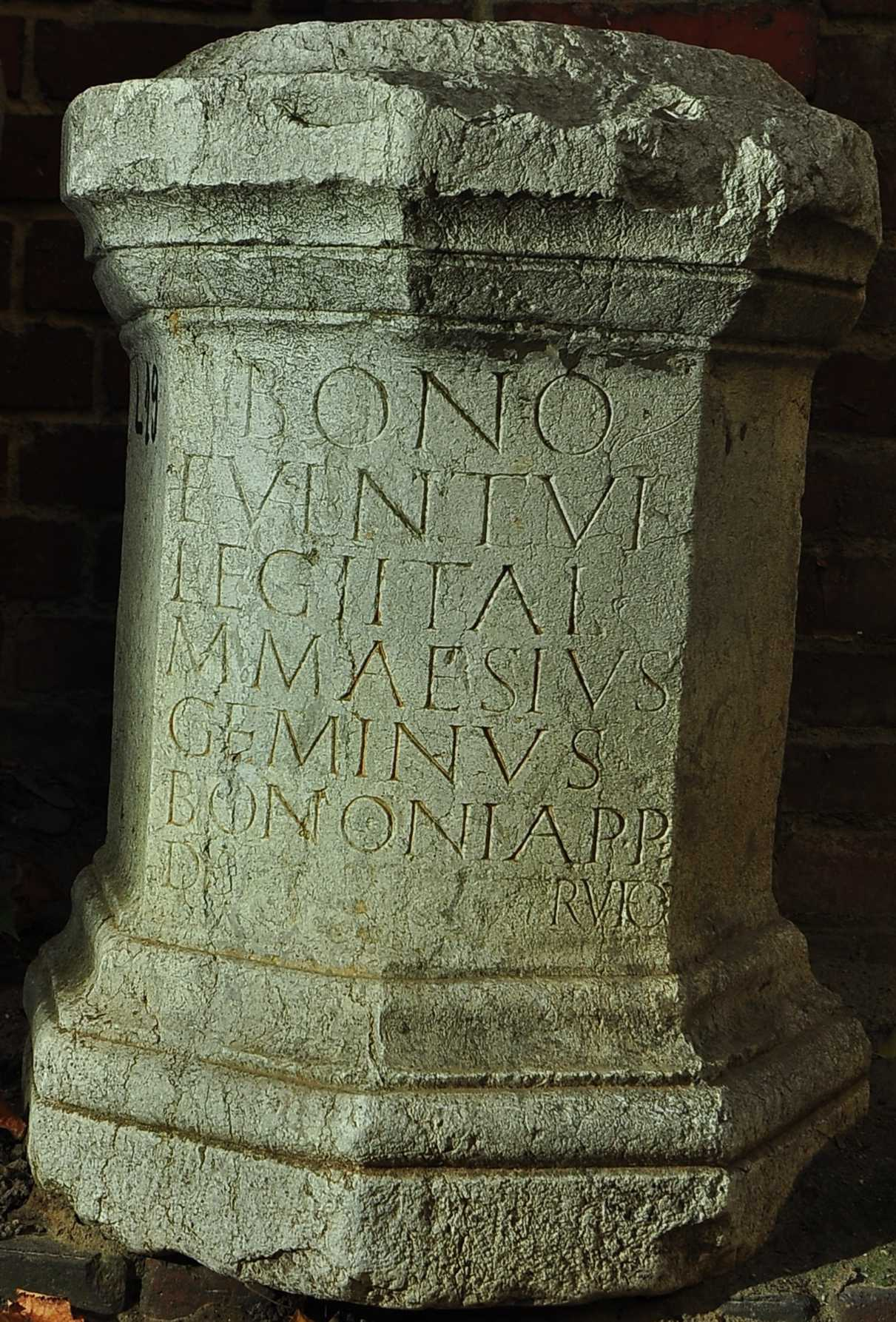
Dedicación votiva a Eventus Bonus

En la mitología romana, Eventus Bonus o Bonus Eventus era un dios relacionado con la agricultura, una deidad benévola que repartía los bienes y propiciaba los buenos augurios.
Más tarde, como su nombre indica, se le asoció a los buenos momentos. Cambió así su rol de divinidad a personificación.
Su equivalente en la mitología griega era el dios Agatodemon.

## Diferencia con la Buena Fortuna
Fue diferente de la Buena Fortuna en que según Plinio el Viejo en su tiempo había en el Capitolio de Roma dos estatuas hechas por Praxíteles, una representando la Buena fortuna y la otra al dios Bonus Eventus. Según Varrón, este Dios tuvo sus primeros altares en los campos. Los agricultores le hacían votos para obtener una abundante cosecha. Este fue representado bajo el aspecto de un joven desnudo, derecho, con una pátera en una mano para denotar su beneficencia y en la otra espigas con adormideras, símbolo de la fecundidad.
El dios Bonus Eventus no se invocaba sino en casos particulares y por un objeto determinado, diferente en esto de la Fortuna, que se creía que influía en el curso de todos los acaecimientos de la vida. Al Bonus Eventus se le sacrificaba un caballo en los idus de octubre.